# BBC Arena Schaffhausen
BBC Arena je dvorana za rukomet u Schaffhausenu, u Švicarskoj.

## Vanjske poveznice
- stranica otvarenja  Arhivirana inačica izvorne stranice od 8. ožujka 2016. (Wayback Machine)